# Валеметостат
Валеметостат (англ. Valemetostat), що випускається під торговою маркою «Ежармія» — лікарський препарат, що використовується для лікування Т-клітинних лейкозів/лімфом у дорослих. Валеметостат є інгібітором ферментів, що підсилюють дію гомолога 1 цистеїну (EZH1) та гомолога 2 цистеїну (EZH2), які беруть участь у формуванні деяких форм раку, включаючи неходжкінські лімфоми.
У Японії валеметостат було схвалено у вересні 2022 року для дорослих пацієнтів з рецидивуючою або рефрактерною Т-клітинною лейкемією/лімфомою.